# 葆拉·卡穆斯
葆拉·卡穆斯·阿莫罗斯（西班牙語：Paula Camus Amorós，2002年2月12日—），西班牙女子水球运动员，2023年世界游泳锦标赛女子水球银牌得主、2024年世界游泳锦标赛女子水球铜牌得主、2024年夏季奥林匹克运动会女子金牌得主。